# Llista de l'art públic de Ciutat Vella (est)
Llista de l'art públic de Ciutat Vella de Barcelona en el sector est corresponent als barris de Sant Pere, Santa Caterina i la Ribera i la Barceloneta. Inclou les obres del catàleg raonat d'art públic editat per l'Ajuntament de Barcelona i la Universitat de Barcelona.
| Títol | Descripció | Autor/Data | Material | Localització                                                                                                 | Codi           | Imatge |
| --- | --- | --- | --- | --- | -------------- | --- |
| David i Goliat | | Escultor: Antoni Llena 1992 | acer inoxidable, acer pintat i resina | Parc de les Cascades davant la pl. dels Voluntaris 41° 23′ 14″ N, 2° 11′ 44″ E / 41.38729°N,2.19547°E        | 08019/21-1     | David i Goliat (Antoni Llena) · Vegeu més fotos d'aquesta obra · Carregueu una nova foto d'aquesta obra                                                                            |
| Peix | | Escultor: Frank Gehry Arquitecte: Bruce Graham 1992 | làmines d'acer inoxidable daurat sobre estructura metàl·lica blanca                                                                                            | Pg. Marítim de la Barceloneta 41° 23′ 10″ N, 2° 11′ 49″ E / 41.38611°N,2.19689°E                             | 08019/912-1    | Peix (Frank Gehry) · Vegeu més fotos d'aquesta obra · Carregueu una nova foto d'aquesta obra                                                                                       |
| A Aribau | | Escultor: Manuel Fuxà, signada fosa en bronze Enric Monjo Arquitecte: Josep Vilaseca 1884, l'escultura actual de bronze de 1934 | bronze, sobre pedestal de pedra (originàriament tota de pedra)                                                                                                 | Parc de la Ciutadella 41° 23′ 20″ N, 2° 11′ 05″ E / 41.38882°N,2.18472°E                                     | 08019/1001-1   | A Aribau (Manel Fuxà) · Vegeu més fotos d'aquesta obra · Carregueu una nova foto d'aquesta obra                                                                                    |
| A Víctor Balaguer | | Escultor: Manuel Fuxà, signada Arquitecte: Josep Puig i Cadafalch 1910 | marbre blanc sobre columna de pedra de Montjuïc | Parc de la Ciutadella 41° 23′ 20″ N, 2° 11′ 07″ E / 41.38892°N,2.18515°E                                     | 08019/1002-1   | A Víctor Balaguer (Manel Fuxà) · Vegeu més fotos d'aquesta obra · Carregueu una nova foto d'aquesta obra                                                                           |
| A Joan Maragall | | Escultor: Eusebi Arnau, signada Arquitecte: Lluís Domènech i Montaner 1913 | marbre blanc sobre columna de pedra de Montjuïc | Parc de la Ciutadella 41° 23′ 20″ N, 2° 11′ 09″ E / 41.3888°N,2.18574°E                                      | 08019/1003-1   | A Joan Maragall (Eusebi Arnau) · Vegeu més fotos d'aquesta obra · Carregueu una nova foto d'aquesta obra                                                                           |
| Caçador de lleons, Grup de l'Africà, o Un africano que se apodera de los cachorros de una leona temeroso de ser sorprendido por la madre | | Escultor: Agapit Vallmitjana i Abarca, signada 1883 | marbre blanc sobre pedra calcària | Parc de la Ciutadella 41° 23′ 18″ N, 2° 11′ 08″ E / 41.38841°N,2.18549°E                                     | 08019/1004-1   | Caçador de lleons (Agapit Vallmitjana) · Vegeu més fotos d'aquesta obra · Carregueu una nova foto d'aquesta obra                                                                   |
| A Marià Aguiló | | Escultor: Eusebi Arnau, signada 1909 | marbre blanc sobre columna de pedra de Montjuïc | Parc de la Ciutadella 41° 23′ 19″ N, 2° 11′ 07″ E / 41.38858°N,2.18518°E                                     | 08019/1005-1   | A Marià Aguiló (Eusebi Arnau) · Vegeu més fotos d'aquesta obra · Carregueu una nova foto d'aquesta obra                                                                            |
| A Pepita Teixidor | | Escultor: Manuel Fuxà, signada 1917 | marbre blanc sobre columna de pedra de Montjuïc | Parc de la Ciutadella 41° 23′ 21″ N, 2° 11′ 09″ E / 41.38918°N,2.18581°E                                     | 08019/1006-1   | A Pepita Teixidor (Manel Fuxà) · Vegeu més fotos d'aquesta obra · Carregueu una nova foto d'aquesta obra                                                                           |
| A Lleó Fontova, Monument à la mémoire de l'acteur Lleó Fontova                                                                           | | Escultor: Pau Gargallo, signada 1910 | marbre blanc sobre columna de pedra de Montjuïc | Parc de la Ciutadella 41° 23′ 23″ N, 2° 11′ 08″ E / 41.38966°N,2.18559°E                                     | 08019/1007-1   | A Lleó Fontova (Pau Gargallo) · Vegeu més fotos d'aquesta obra · Carregueu una nova foto d'aquesta obra                                                                            |
| La Nit | | Escultor: Vicenç Navarro, signada 1929, en aquest emplaçament des de 1962 | pedra de Montjuïc | Pg. de Joaquim Renart (Parc de la Ciutadella) 41° 23′ 27″ N, 2° 11′ 12″ E / 41.39072°N,2.18666°E             | 08019/1008-1   | La Nit (Vicenç Navarro) · Vegeu més fotos d'aquesta obra · Carregueu una nova foto d'aquesta obra                                                                                  |
| Campanya benèfica de Radio Nacional de España                                                                                            | | Autor desconegut 1970 | marbre blanc | Parc de la Ciutadella 41° 23′ 16″ N, 2° 11′ 11″ E / 41.38773°N,2.18633°E                                     | 08019/1009-1   | Campanya benèfica de Radio Nacional de España · Carregueu una nova foto d'aquesta obra                                                                                             |
| Mamut | | Escultor: Miquel Dalmau 1907, restaurat 1998 | formigó armat pintat | Parc de la Ciutadella 41° 23′ 21″ N, 2° 11′ 14″ E / 41.38908°N,2.18721°E                                     | 08019/1010-1   | Mamut (Miquel Dalmau) · Vegeu més fotos d'aquesta obra · Carregueu una nova foto d'aquesta obra                                                                                    |
| A Francesc Carreras i Candi | | Escultor: Jacinto Bustos Vasallo obra de data no coneguda col·locada en aquest emplaçament 1975 | marbre blanc sobre pedestal de pedra | Parc de la Ciutadella 41° 23′ 18″ N, 2° 11′ 16″ E / 41.38847°N,2.18786°E                                     | 08019/1011-1   | A Francesc Carreras i Candi (Jacinto Bustos) · Carregueu una nova foto d'aquesta obra                                                                                              |
| Deessa | | Escultor: Josep Dunyach, signada 1928 | pedra de Montjuïc | Parc de la Ciutadella 41° 23′ 23″ N, 2° 11′ 08″ E / 41.38973°N,2.18553°E                                     | 08019/1012-1   | Deessa (Josep Dunyach) · Vegeu més fotos d'aquesta obra · Carregueu una nova foto d'aquesta obra                                                                                   |
| Desconsol | | Escultor: Josep Llimona obra de 1903, col·locada en aquest emplaçament 1917, còpia de 1984 | marbre blanc | Parc de la Ciutadella -pl. de Joan Fiveller- 41° 23′ 16″ N, 2° 11′ 17″ E / 41.38768°N,2.18813°E              | 08019/1014-1   | Desconsol (Josep Llimona) · Vegeu més fotos d'aquesta obra · Carregueu una nova foto d'aquesta obra                                                                                |
| Barcelona a Prim | | Projecte: Josep Fontseré Escultor: Lluís Puiggener (original) Reconstrucció: Frederic Marès 1887, destruïda el 1936, reconstrucció 1948 | bronze sobre pedestal de pedra amb relleus de bronze i dues plaques de marbre blanc                                                                            | Parc de la Ciutadella 41° 23′ 11″ N, 2° 11′ 13″ E / 41.38642°N,2.18683°E                                     | 08019/1015-1   | Barcelona a Prim (Lluís Puiggener) · Vegeu més fotos d'aquesta obra · Carregueu una nova foto d'aquesta obra                                                                       |
| A Manuel Milà i Fontanals | | Escultor: Manuel Fuxà Arquitecte: Joan Rubió i Bellver (pedestal actual) 1908, pedestal actual de 1964 | marbre blanc sobre pedestal de pedra | Parc de la Ciutadella 41° 23′ 09″ N, 2° 11′ 12″ E / 41.38597°N,2.18677°E                                     | 08019/1016-1   | A Manuel Milà i Fontanals (Manel Fuxà) · Vegeu més fotos d'aquesta obra · Carregueu una nova foto d'aquesta obra                                                                   |
| Columna meteorològica i rellotge de sol                                                                                                  | | Disseny: Josep Ricart i Giralt, Josep Fontseré 1884 | marbre | Parc de la Ciutadella 41° 23′ 11″ N, 2° 11′ 09″ E / 41.38638°N,2.18588°E                                     | 08019/1017-1   | Columna meteorològica i rellotge de sol · Vegeu més fotos d'aquesta obra · Carregueu una nova foto d'aquesta obra                                                                  |
| Distàncies a Barcelona | | Disseny: Josep Ricart i Giralt, Josep Fontseré 1884 | marbre, ferro | Parc de la Ciutadella 41° 23′ 10″ N, 2° 11′ 08″ E / 41.38624°N,2.18569°E                                     | 08019/1019-1   | Distàncies a Barcelona · Vegeu més fotos d'aquesta obra · Carregueu una nova foto d'aquesta obra                                                                                   |
| Fèlix de Azara | | Escultor: Eduard B. Alentorn, signada Arquitecte: Antoni Rovira i Trias 1886 | marbre blanc sobre pedestal de pedra | Parc de la Ciutadella (Museu de Geologia) 41° 23′ 14″ N, 2° 11′ 04″ E / 41.38716°N,2.18453°E                 | 08019/1020-1   | Fèlix de Azara (Eduard B. Alentorn) · Carregueu una nova foto d'aquesta obra |
| Jaume Salvador | | Escultor: Eduard B. Alentorn, signada Arquitecte: Antoni Rovira i Trias 1884 | marbre blanc sobre pedestal de pedra | Parc de la Ciutadella (Museu de Geologia) 41° 23′ 14″ N, 2° 11′ 04″ E / 41.38726°N,2.18439°E                 | 08019/1021-1   | Jaume Salvador (Eduard B. Alentorn) · Carregueu una nova foto d'aquesta obra |
| Als Voluntaris Catalans, Als catalans morts per França                                                                                   | Escultura noucentista dedicada als soldats voluntaris catalans, uns 15.000, que van lluitar i morir, uns 12.000, a França en la Primera Guerra Mundial (1914-18). L'autor va obtenir el Gran Premi de París de 1925 amb la maqueta de l'escultura. | Escultor: Josep Clarà, signada obra de 1922, instal·lada el 1936, dedicatòria actual de 1986, restaurada 2011 | bronze sobre pedestal de pedra | Parc de la Ciutadella 41° 23′ 18″ N, 2° 11′ 15″ E / 41.38838°N,2.18752°E                                     | 08019/1022-1   | Als Voluntaris Catalans (Josep Clarà) · Vegeu més fotos d'aquesta obra · Carregueu una nova foto d'aquesta obra                                                                    |
| A Walt Disney | | Escultora: Núria Tortras, signada 1969 | bronze | Parc de la Ciutadella. Zoo 41° 23′ 22″ N, 2° 11′ 20″ E / 41.3893326°N,2.18895°E                              | 08019/1023-1   | A Walt Disney (Núria Tortras) · Es creu que no es poden fer fotos lliures d'aquesta obra                                                                                           |
| Repòs, La noia que dorm | | Escultor: Claudi Tarragó 1961 | pedra calcària | Parc de la Ciutadella. Zoo 41° 23′ 15″ N, 2° 11′ 25″ E / 41.38753°N,2.19014°E                                | 08019/1024-1   | Repòs (Claudi Tarragó) · Es creu que no es poden fer fotos lliures d'aquesta obra                                                                                                  |
| Quadriga de l'Aurora | | Escultor: Rossend Nobas Disseny: Josep Fontseré 1883, restauració 2009 | fosa de ferro colat originalment daurat | Parc de la Ciutadella, Cascada 41° 23′ 24″ N, 2° 11′ 12″ E / 41.38996°N,2.18659°E                            | 08019/1025-1   | Quadriga de l'Aurora (Rossend Nobas) · Vegeu més fotos d'aquesta obra · Carregueu una nova foto d'aquesta obra                                                                     |
| Faunes | | Escultor: Rossend Nobas, signada Disseny: Josep Fontseré 1881-1883, restauració 2009 | marbre blanc | Parc de la Ciutadella, Cascada 41° 23′ 24″ N, 2° 11′ 12″ E / 41.38996°N,2.18659°E                            | 08019/1025-2   | Faunes (Rossend Nobas) · Vegeu més fotos d'aquesta obra · Carregueu una nova foto d'aquesta obra                                                                                   |
| Amfitrita | | Escultor: Josep Gamot, signada Disseny: Josep Fontseré 1881-1883, restauració 2009 | marbre blanc | Parc de la Ciutadella, Cascada 41° 23′ 24″ N, 2° 11′ 12″ E / 41.38996°N,2.18659°E                            | 08019/1025-3   | Amfitrita (Josep Gamot) · Carregueu una nova foto d'aquesta obra |
| Venus, frontó | | Escultor: Francesc Pagès, signada Disseny: Josep Fontseré 1881-1883, restauració 2009 | marbre blanc | Parc de la Ciutadella, Cascada 41° 23′ 24″ N, 2° 11′ 12″ E / 41.38996°N,2.18659°E                            | 08019/1025-4   | Venus (Francesc Pagès) · Carregueu una nova foto d'aquesta obra |
| Naixement de Venus | | Escultors: Venanci Vallmitjana i Barbany, Agapit Vallmitjana i Barbany (model), Eduard B. Alentorn (realització) Disseny: Josep Fontseré 1881-1883, restauració 2009 | marbre blanc | Parc de la Ciutadella, Cascada 41° 23′ 24″ N, 2° 11′ 12″ E / 41.38996°N,2.18659°E                            | 08019/1025-5   | Naixement de Venus (Eduard B. Alentorn) · Vegeu més fotos d'aquesta obra · Carregueu una nova foto d'aquesta obra                                                                  |
| Neptú | | Escultor: Manuel Fuxà, signada Disseny: Josep Fontseré 1881-1883, restauració 2009 | marbre | Parc de la Ciutadella, Cascada 41° 23′ 24″ N, 2° 11′ 12″ E / 41.38996°N,2.18659°E                            | 08019/1025-6   | Neptú (Manel Fuxà) · Carregueu una nova foto d'aquesta obra |
| Dànae, La Nit | | Escultor: Joan Flotats, signada Disseny: Josep Fontseré 1881-1883, restauració 2009 | marbre blanc | Parc de la Ciutadella, Cascada 41° 23′ 24″ N, 2° 11′ 12″ E / 41.38996°N,2.18659°E                            | 08019/1025-7   | Dànae (Joan Flotats) · Vegeu més fotos d'aquesta obra · Carregueu una nova foto d'aquesta obra                                                                                     |
| Grius i monstres marins | | Escultor: Rafael Atché, signada Disseny: Josep Fontseré 1881-1883 | marbre blanc | Parc de la Ciutadella, Cascada 41° 23′ 24″ N, 2° 11′ 12″ E / 41.38996°N,2.18659°E                            | 08019/1025-8   | Grius i monstres marins (Rafael Atché) · Vegeu més fotos d'aquesta obra · Carregueu una nova foto d'aquesta obra                                                                   |
| Leda | | Escultor: Manuel Fuxà, signada Disseny: Josep Fontseré 1881-1883, restauració 2009 | marbre blanc | Parc de la Ciutadella, Cascada 41° 23′ 24″ N, 2° 11′ 12″ E / 41.38996°N,2.18659°E                            | 08019/1025-12  | Leda (Manel Fuxà) · Carregueu una nova foto d'aquesta obra |
| Nens | | Escultor: Rossend Nobas, signada Disseny: Josep Fontseré 1881-1883, restauració 2009 | marbre | Parc de la Ciutadella, Cascada 41° 23′ 24″ N, 2° 11′ 12″ E / 41.38996°N,2.18659°E                            | 08019/1025-18  | Nens (Rossend Nobas) · Carregueu una nova foto d'aquesta obra |
| Angelots | | Escultor: Josep Gamot Disseny: Josep Fontseré 1881-1883, restauració 2009 | marbre blanc | Parc de la Ciutadella, Cascada 41° 23′ 24″ N, 2° 11′ 12″ E / 41.38996°N,2.18659°E                            | 08019/1025-22  | Angelots (Josep Gamot) · Carregueu una nova foto d'aquesta obra |
| Medallons del llangardaix | | Disseny medallons: Antoni Gaudí Disseny general: Josep Fontseré 1881-1883, restauració 2009 | pedra calcària | Parc de la Ciutadella, Cascada 41° 23′ 24″ N, 2° 11′ 12″ E / 41.38996°N,2.18659°E                            | 08019/1025-24  | Medallons del llangardaix (Antoni Gaudí) · Carregueu una nova foto d'aquesta obra                                                                                                  |
| El Comerç | | Escultor: Agapit Vallmitjana i Barbany, signada, execució: Josep Carcassó Disseny: Josep Fontseré 1884 | pedra calcària | Parc de la Ciutadella, entrada pg. Lluís Companys 41° 23′ 20″ N, 2° 11′ 02″ E / 41.38883°N,2.18378°E         | 08019/1026-1   | El Comerç · Vegeu més fotos d'aquesta obra · Carregueu una nova foto d'aquesta obra                                                                                                |
| La Indústria | | Escultor: Agapit Vallmitjana i Barbany, signada, execució: Josep Carcassó Disseny: Josep Fontseré 1884 | pedra calcària | Parc de la Ciutadella, entrada pg. Lluís Companys 41° 23′ 19″ N, 2° 11′ 01″ E / 41.38873°N,2.18364°E         | 08019/1027-1   | La Indústria · Vegeu més fotos d'aquesta obra · Carregueu una nova foto d'aquesta obra                                                                                             |
| L'Agricultura | | Escultor: Venanci Vallmitjana i Barbany, signada, execució: Josep Carcassó Disseny: Josep Fontseré 1884 | pedra calcària | Parc de la Ciutadella, entrada av. Marquès de l'Argentera 41° 23′ 09″ N, 2° 11′ 09″ E / 41.38592°N,2.18596°E | 08019/1028-1   | L'Agricultura · Vegeu més fotos d'aquesta obra · Carregueu una nova foto d'aquesta obra                                                                                            |
| La Marina | | Escultor: Venanci Vallmitjana i Barbany, signada; execució Josep Carcassó Disseny: Josep Fontseré 1884 | pedra calcària | Parc de la Ciutadella, entrada av. Marquès de l'Argentera 41° 23′ 09″ N, 2° 11′ 10″ E / 41.38577°N,2.18615°E | 08019/1029-1   | La Marina · Vegeu més fotos d'aquesta obra · Carregueu una nova foto d'aquesta obra                                                                                                |
| El gos abandonat | | Escultor: Artur Aldomà, signada; poesies de Margarida Grollero 1977, instal·lada 1978 | bronze sobre pedestal de marbre | Parc de la Ciutadella. Zoo 41° 23′ 24″ N, 2° 11′ 17″ E / 41.39011°N,2.18814°E                                | 08019/1030-1   | El gos abandonat (Artur Aldomà) · Es creu que no es poden fer fotos lliures d'aquesta obra                                                                                         |
| A la infància | | Escultora: Elisa Reverter 1959 | pedra calcària | Parc de la Ciutadella. Zoo 41° 23′ 09″ N, 2° 11′ 27″ E / 41.38576°N,2.19071°E                                | 08019/1031-1   | A la infància (Elisa Reverter) · Es creu que no es poden fer fotos lliures d'aquesta obra                                                                                          |
| A Félix Rodríguez de la Fuente | | Autor desconegut 1981 | pedra amb placa de bronze | Parc de la Ciutadella. Zoo 41° 23′ 14″ N, 2° 11′ 23″ E / 41.38735°N,2.18973°E                                | 08019/1032-1   | A Félix Rodríguez de la Fuente · Es creu que no es poden fer fotos lliures d'aquesta obra                                                                                          |
| Sant Francesc d'Assís | | Escultor: Pere Jou 1960 | pedra calcària | Parc de la Ciutadella. Zoo 41° 23′ 07″ N, 2° 11′ 19″ E / 41.38537°N,2.18873°E                                | 08019/1033-1   | Sant Francesc d'Assís (Pere Jou) · Es creu que no es poden fer fotos lliures d'aquesta obra                                                                                        |
| Genoveva de Brabant | | Escultora: Montserrat Junoy obra de 1952 | marbre blanc | Parc de la Ciutadella. Zoo 41° 23′ 23″ N, 2° 11′ 17″ E / 41.38961°N,2.1879987°E                              | 08019/1034-1   | Genoveva de Brabant (Montserrat Junoy) · Es creu que no es poden fer fotos lliures d'aquesta obra                                                                                  |
| Àligues | | Escultor: Joan Borrell i Nicolau obra probablement de 1929, reconfigurada en aquest indret 1969 | bronze | Parc de la Ciutadella. Zoo 41° 23′ 11″ N, 2° 11′ 20″ E / 41.38635°N,2.18877°E                                | 08019/1035-1   | Àligues (Joan Borrell i Nicolau) · Es creu que no es poden fer fotos lliures d'aquesta obra                                                                                        |
| La dama del paraigua, La senyoreta del paraigua                                                                                          | | Escultor: Joan Roig i Solé 1884 | marbre blanc sobre font de pedra de tres tasses amb paraigua de roba                                                                                           | Parc de la Ciutadella. Zoo 41° 23′ 08″ N, 2° 11′ 22″ E / 41.38558°N,2.18944°E                                | 08019/1036-1   | La dama del paraigua (Joan Roig i Solé) · Vegeu més fotos d'aquesta obra · Carregueu una nova foto d'aquesta obra                                                                  |
| Dofí | | Escultor: Saperas, signada 1966 | pedra artificial pintada | Parc de la Ciutadella. Zoo 41° 23′ 07″ N, 2° 11′ 20″ E / 41.385175°N,2.18887°E                               | 08019/1037-1   | Dofí (Saperas) · Es creu que no es poden fer fotos lliures d'aquesta obra |
| El Negre de la Riba | | 2002, reposada 2005 | fibra de vidre | C. Andrea Dòria, 4 41° 22′ 48″ N, 2° 11′ 20″ E / 41.37993°N,2.18896°E                                        | 08019/1038-1   | El Negre de la Riba · Vegeu més fotos d'aquesta obra · Carregueu una nova foto d'aquesta obra                                                                                      |
| A Josep Maria de Porcioles (desaparegut)                                                                                                 | | 1960 | pedra | Zoo de Barcelona                                                                                             | 08019/1039-1   | Es creu que no es poden fer fotos lliures d'aquesta obra |
| A Emili Vilanova | | Escultor: Pere Carbonell, signada Arquitecte: Bonaventura Bassegoda 1908 | marbre blanc sobre columna de pedra de Montjuïc | Parc de la Ciutadella 41° 23′ 16″ N, 2° 11′ 14″ E / 41.38776°N,2.18722°E                                     | 08019/1040-1   | A Emili Vilanova (Pere Carbonell) · Vegeu més fotos d'aquesta obra · Carregueu una nova foto d'aquesta obra                                                                        |
| A Teodor Llorente | | Escultor: Eusebi Arnau, signada Arquitecte: Alexandre Soler i March 1912 | marbre blanc sobre columna de pedra de Montjuïc | Parc de la Ciutadella 41° 23′ 17″ N, 2° 11′ 10″ E / 41.38812°N,2.18622°E                                     | 08019/1041-1   | A Teodor Llorente (Eusebi Arnau) · Vegeu més fotos d'aquesta obra · Carregueu una nova foto d'aquesta obra                                                                         |
| A Joaquim Vayreda | | Escultor: Manuel Fuxà, signada Arquitecte del pedestal original: Pere Falquès 1915, substituït el pedestal i modificat l'emplaçament el 1945 | marbre blanc sobre base de pedra | Parc de la Ciutadella 41° 23′ 17″ N, 2° 11′ 17″ E / 41.38807°N,2.18818°E                                     | 08019/1047-1   | A Joaquim Vayreda (Manel Fuxà) · Vegeu més fotos d'aquesta obra · Carregueu una nova foto d'aquesta obra                                                                           |
| Pietat | | Escultor: Ferran Ventura 1984 | pedra d'Ulldecona | Pl. de Joan Fiveller -Parc de la Ciutadella- 41° 23′ 15″ N, 2° 11′ 20″ E / 41.38761°N,2.18893°E              | 08019/1070-1   | Pietat (Ferran Ventura) · Vegeu més fotos d'aquesta obra · Carregueu una nova foto d'aquesta obra                                                                                  |
| A Pere Vila Codina | | Escultor: Josep Dunyach 1932 | bronze sobre base de pedra calcària | Pg. de Lluís Companys, 18, Grup Escolar Pere Vila 41° 23′ 29″ N, 2° 10′ 53″ E / 41.39144°N,2.18146°E         | 08019/1071-1   | A Pere Vila Codina (Josep Dunyach) · Vegeu més fotos d'aquesta obra · Carregueu una nova foto d'aquesta obra                                                                       |
| Roger de Llúria | | Escultor: Josep Reynés, signada restauració: Frederic Marès Pedestal: Josep Vilaseca 1884, col·locada en aquest emplaçament 1888, restauració 1949, actualment en restauració | bronze sobre pedestal de pedra de Montjuïc | Pg. de Lluís Companys, abans Saló de Sant Joan 41° 23′ 21″ N, 2° 11′ 01″ E / 41.3893°N,2.18363°E             | 08019/1072-1   | Roger de Llúria (Josep Reynés) · Vegeu més fotos d'aquesta obra · Carregueu una nova foto d'aquesta obra                                                                           |
| A Francesc Rius i Taulet | | Escultor: Manuel Fuxà, signada Eusebi Arnau (matrona) Arquitecte: Pere Falquès 1901, actualment en restauració | bronze amb pedestal i obelisc de pedra de Montjuïc | Pg. de Lluís Companys, abans Saló de Sant Joan 41° 23′ 21″ N, 2° 11′ 00″ E / 41.38912°N,2.18334°E            | 08019/1073-1   | A Francesc Rius i Taulet (Manel Fuxà) · Vegeu més fotos d'aquesta obra · Carregueu una nova foto d'aquesta obra                                                                    |
| Antoni Viladomat | | Escultor: Torquat Tasso, signada restauració de Frederic Marès Pedestal: Josep Vilaseca execució 1887, col·locació 1888, restauració 1949, actualment en restauració | bronze sobre pedestal de pedra de Montjuïc | Pg. de Lluís Companys, abans Saló de Sant Joan 41° 23′ 20″ N, 2° 10′ 59″ E / 41.38889°N,2.18307°E            | 08019/1074-1   | Antoni Viladomat (Torquat Tasso) · Vegeu més fotos d'aquesta obra · Carregueu una nova foto d'aquesta obra                                                                         |
| Monument a Antonio López, conegut popularment com El Negro Domingo                                                                       | | Escultor: Frederic Marès en susbtitució de l'original destruïda de Venanci Vallmitjana i Barbany. Arquitecte: Josep Oriol Mestres 1884, destruïda l'efígie de López el 1936, reconstrucció 1944 | pedra arenisca (originàriament la figura principal de bronze)                                                                                                  | Pl. Idrissa Diallo 41° 22′ 55″ N, 2° 10′ 56″ E / 41.38183°N,2.18216°E                                        | 08019/1076-1   | A López y López (Frederic Marès) · Vegeu més fotos d'aquesta obra · Carregueu una nova foto d'aquesta obra                                                                         |
| A López i López: Relleu del Crèdit Mercantil i del Banc Colonial                                                                         | | Escultor: Lluís Puiggener, signada Arquitecte: Josep Oriol Mestres 1884 | marbre blanc | Pl. Idrissa Diallo 41° 22′ 55″ N, 2° 10′ 56″ E / 41.38183°N,2.18216°E                                        | 08019/1076-2   | A López i López: Relleu del Crèdit Mercantil i del Banc Colonial (Lluís Puiggener) · Vegeu més fotos d'aquesta obra · Carregueu una nova foto d'aquesta obra                       |
| A López i López: Relleu dels Ferrocarrils del Nord d'Espanya                                                                             | | Escultor: Joan Roig i Solé, signada Arquitecte: Josep Oriol Mestres 1884 | marbre blanc | Pl. Idrissa Diallo 41° 22′ 55″ N, 2° 10′ 56″ E / 41.38183°N,2.18216°E                                        | 08019/1076-3   | A López i López: Relleu dels Ferrocarrils (Joan Roig i Solé) · Vegeu més fotos d'aquesta obra · Carregueu una nova foto d'aquesta obra                                             |
| A López i López: Relleu de la Companyia Transatlàntica                                                                                   | | Escultor: Rossend Nobas, signada Arquitecte: Josep Oriol Mestres 1884 | marbre blanc | Pl. Idrissa Diallo 41° 22′ 55″ N, 2° 10′ 56″ E / 41.38183°N,2.18216°E                                        | 08019/1076-4   | A López i López: Relleu de la Companyia de la Companyia Transatlàntica (Rossend Nobas) · Vegeu més fotos d'aquesta obra · Carregueu una nova foto d'aquesta obra                   |
| A López i López: Relleu dels Tabacs de Filipines                                                                                         | | Escultor: Francesc Pagès, signada Arquitecte: Josep Oriol Mestres 1884 | marbre blanc | Pl. Idrissa Diallo 41° 22′ 55″ N, 2° 10′ 56″ E / 41.38183°N,2.18216°E                                        | 08019/1076-5   | A López i López: Relleu dels Tabacs de Filipines (Francesc Pagès) · Vegeu més fotos d'aquesta obra · Carregueu una nova foto d'aquesta obra                                        |
| Pau Claris | | Escultor: Rafael Atché, signada proposta de monument des de 1880, instal·lada al passeig 1917, retirada 1937, reinstal·lada 1977 | bronze sobre pedestal de pedra | Pg. de Lluís Companys 41° 23′ 29″ N, 2° 10′ 51″ E / 41.3913°N,2.18097°E                                      | 08019/1093-1   | Pau Claris (Rafael Atché) · Vegeu més fotos d'aquesta obra · Carregueu una nova foto d'aquesta obra                                                                                |
| Homenatge a Picasso | | Escultor: Antoni Tàpies Arquitectes: Roser Amadó, Lluís Domènech i Girbau 1983, restaurat 2007 | vidre laminat, estructura metàl·lica i objectes | Pg. Picasso 41° 23′ 12″ N, 2° 11′ 05″ E / 41.38662°N,2.18482°E                                               | 08019/1099-1   | Homenatge a Picasso (Antoni Tàpies) · Vegeu més fotos d'aquesta obra · Carregueu una nova foto d'aquesta obra                                                                      |
| La Recompensa, El repartiment de recompenses als participants a l'Exposició                                                              | | Escultor: Josep Llimona Arquitecte: Josep Vilaseca 1888 | pedra artificial de ciment portland | Pg. de Lluís Companys. Arc de Triomf 41° 23′ 27″ N, 2° 10′ 50″ E / 41.390932°N,2.180681°E                    | 08019/1102-1   | La Recompensa (Josep Llimona) · Vegeu més fotos d'aquesta obra · Carregueu una nova foto d'aquesta obra                                                                            |
| Apoteosi de les Ciències i les Arts | | Escultor: Torquat Tasso Arquitecte: Josep Vilaseca 1888 | pedra artificial de ciment portland | Pg. de Lluís Companys. Arc de Triomf 41° 23′ 28″ N, 2° 10′ 51″ E / 41.391047°N,2.180743°E                    | 08019/1102-2   | Apoteosi de les Ciències i les Arts (Torquat Tasso) · Vegeu més fotos d'aquesta obra · Carregueu una nova foto d'aquesta obra                                                      |
| Adhesió de les Nacions al Concurs Universal, Barcelona rebent les nacions                                                                | | Escultor: Josep Reynés Arquitecte: Josep Vilaseca 1888 | pedra artificial de ciment portland | Pg. de Lluís Companys. Arc de Triomf 41° 23′ 28″ N, 2° 10′ 50″ E / 41.390986°N,2.180604°E                    | 08019/1102-3   | Adhesió de les Nacions al Concurs Universal (Josep Reynés) · Vegeu més fotos d'aquesta obra · Carregueu una nova foto d'aquesta obra                                               |
| Apoteosi de l'Agricultura, la Indústria i el Comerç                                                                                      | | Escultor: Antoni Vilanova Arquitecte: Josep Vilaseca 1888 | pedra artificial de ciment portland | Pg. de Lluís Companys. Arc de Triomf 41° 23′ 27″ N, 2° 10′ 50″ E / 41.390881°N,2.180533°E                    | 08019/1102-4   | Apoteosi de l'Agricultura, la Indústria i el Comerç (Antoni Vilanova) · Vegeu més fotos d'aquesta obra · Carregueu una nova foto d'aquesta obra                                    |
| Fames | | Escultors: Manuel Fuxà, Pere Carbonell Arquitecte: Josep Vilaseca 1888 | pedra artificial de ciment portland | Pg. de Lluís Companys. Arc de Triomf 41° 23′ 28″ N, 2° 10′ 51″ E / 41.391000°N,2.180791°E                    | 08019/1102-5   | Fames (Manel Fuxà) · Vegeu més fotos d'aquesta obra · Carregueu una nova foto d'aquesta obra                                                                                       |
| Evocació marinera | | Escultor: Josep Maria Subirachs, signada obra de 1958, instal·lada el 1960 | bronze | Pg. de Joan de Borbó Comte de Barcelona 41° 22′ 32″ N, 2° 11′ 22″ E / 41.37542°N,2.18934°E                   | 08019/1104-1   | Evocació marinera (Josep Maria Subirachs) · Vegeu més fotos d'aquesta obra · Carregueu una nova foto d'aquesta obra                                                                |
| Sideroploide, Ferroestructura núm. 5, o Als homes de la mar                                                                              | | Escultor: Salvador Aulestia 1963, retirada provisionalment, restaurada i situada en l'emplaçament actual des de 2001 | ferro forjat i caldejat sobre suport prefabricat (planxes de ferro provinents de desballestament de vaixells)                                                  | Moll dels Pescadors 41° 22′ 22″ N, 2° 11′ 07″ E / 41.37269°N,2.18532°E                                       | 08019/1123-1   | Sideroploide (Salvador Aulestia) · Carregueu una nova foto d'aquesta obra |
| A Pons i Freixa (desaparegut) | | 1946, 1992 | | Hospital del Mar                                                                                             | 08019/1124-1   | Carregueu una nova foto d'aquesta obra |
| Als barcelonins morts als camps d'exterminació nazi                                                                                      | | Escultor: André Fauteux 1987 | ferro i monòlit de pedra | Parc de la Ciutadella 41° 23′ 19″ N, 2° 11′ 10″ E / 41.38872°N,2.18612°E                                     | 08019/1125-1   | Als barcelonins morts als camps d'exterminació nazi (André Fauteux) · Carregueu una nova foto d'aquesta obra                                                                       |
| Arc 44,5º | | Escultor: Bernar Venet 1992 | acer corten | Placeta del Comerç 41° 23′ 24″ N, 2° 10′ 52″ E / 41.3899°N,2.18123°E                                         | 08019/1132-1   | Arc 44,5º (Bernar Venet) · Vegeu més fotos d'aquesta obra · Carregueu una nova foto d'aquesta obra                                                                                 |
| Homenatge a l'Exposició Universal de 1888                                                                                                | | Escultor: Antoni Clavé, signada 1991 | acer inoxidable, alumini anoditzat, pintura, peces industrials de ferro, sobre una base de formigó armat en un estany                                          | Parc de la Ciutadella, pg. Joaquim Renart 41° 23′ 21″ N, 2° 11′ 04″ E / 41.3891°N,2.18448°E                  | 08019/1135-1   | Homenatge a l'Exposició Universal de 1888 (Antoni Clavé) · Vegeu més fotos d'aquesta obra · Carregueu una nova foto d'aquesta obra                                                 |
| Born (col·lecció Configuracions Urbanes)                                                                                                 | | Escultor: Jaume Plensa 1992 | ferro colat incorporant un banc de pedra | Pg. del Born amb c. Volta d'en Dusai 41° 23′ 04″ N, 2° 10′ 58″ E / 41.3845°N,2.18267°E                       | 08019/1143-1   | Configuracions Urbanes: Born (Jaume Plensa) · Vegeu més fotos d'aquesta obra · Carregueu una nova foto d'aquesta obra                                                              |
| Sense títol, Quatre falques (col·lecció Configuracions Urbanes)                                                                          | | Escultor: Ulrich Rückriem 1992 | granit finlandès tallat a la pedrera | Pla de Palau 41° 22′ 58″ N, 2° 11′ 02″ E / 41.38272°N,2.18379°E                                              | 08019/1144-1   | Configuracions Urbanes: Quatre falques (Ulrich Rückriem) · Vegeu més fotos d'aquesta obra · Carregueu una nova foto d'aquesta obra                                                 |
| Rosa dels Vents (col·lecció Configuracions Urbanes)                                                                                      | | Escultor: Lothar Baumgarten, signada en placa 1992 | ferro colat | Pl. Pau Vila 41° 22′ 53″ N, 2° 11′ 10″ E / 41.38145°N,2.18625°E                                              | 08019/1145-1   | Configuracions Urbanes: Rosa dels Vents (Lothar Baumgarten) · Vegeu més fotos d'aquesta obra · Carregueu una nova foto d'aquesta obra                                              |
| Deuce Coop, Compartiment igualat (col·lecció Configuracions Urbanes)                                                                     | | Escultor: James Turrell 1992, reconstruïda i ampliada 1998 | neons blaus, vermells i grocs i plafons de guix pintats en blanc, acer corten i llautó, sobre una arquitectura preexistent                                     | C. Comerç, 23 (antiga caserna de Sant Agustí) 41° 23′ 15″ N, 2° 10′ 54″ E / 41.38758°N,2.18167°E             | 08019/1146-1   | Configuracions Urbanes: Compartiment igualat (James Turrell) · Vegeu més fotos d'aquesta obra · Carregueu una nova foto d'aquesta obra                                             |
| Crescendo appare (col·lecció Configuracions Urbanes)                                                                                     | | Escultor: Mario Merz 1992, restaurada 2004 | neons vermells, acer inoxidable i vidre | Moll de la Barceloneta 41° 22′ 39″ N, 2° 11′ 17″ E / 41.37762°N,2.18804°E                                    | 08019/1147-1   | Configuracions Urbanes: Crescendo appare (Mario Merz) · Carregueu una nova foto d'aquesta obra                                                                                     |
| Sense títol, Balança romana (col·lecció Configuracions Urbanes)                                                                          | | Escultor: Jannis Kounellis 1992, en aquest emplaçament des del 2007 | ferro i sacs de café | C. Andrea Dòria, 32 41° 22′ 49″ N, 2° 11′ 32″ E / 41.38033°N,2.19219°E                                       | 08019/1148-1   | Configuracions Urbanes: Balança romana (Jannis Kounellis) · Vegeu més fotos d'aquesta obra · Carregueu una nova foto d'aquesta obra                                                |
| L'estel ferit, Homenatge a la Barceloneta (col·lecció Configuracions Urbanes)                                                            | | Escultora: Rebecca Horn, signada 1992 | ferro, vidre i llum, sobre base de formigó armat | Pg. Marítim de la Barceloneta 41° 22′ 34″ N, 2° 11′ 27″ E / 41.37619°N,2.1909°E                              | 08019/1149-1   | Configuracions Urbanes: L'estel ferit (Rebecca Horn) · Vegeu més fotos d'aquesta obra · Carregueu una nova foto d'aquesta obra                                                     |
| Una habitació on sempre plou, Una habitación donde siempre llueve (col·lecció Configuracions Urbanes)                                    | | Escultor: Juan Muñoz 1992 | ferro i bronze, marbre al terra | Pl. del Mar 41° 22′ 29″ N, 2° 11′ 22″ E / 41.37485°N,2.18951°E                                               | 08019/1150-1   | Configuracions Urbanes: Una habitació on sempre plou (Juan Muñoz) · Vegeu més fotos d'aquesta obra · Carregueu una nova foto d'aquesta obra                                        |
| Centenari del Parc Zoològic | | Escultor: Agapit Vallmitjana i Abarca (còpia) obra de 1888, fosa i instal·lació en aquest emplaçament 1992 | bronze | Parc de la Ciutadella. Zoo 41° 23′ 08″ N, 2° 11′ 21″ E / 41.38548°N,2.18912°E                                | 08019/1151-1   | Centenari del Parc Zoològic (Agapit Vallmitjana) · Vegeu més fotos d'aquesta obra · Carregueu una nova foto d'aquesta obra                                                         |
| El poder de la paraula: Hèlix, Gira-sol, Gàbia, Pilota, Estel                                                                            | | Escultor: Auke de Vries 1992 | acer pintat | Parc de les Cascades 41° 23′ 10″ N, 2° 11′ 38″ E / 41.38617°N,2.19392°E                                      | 08019/1152-1   | El poder de la paraula (Auke De Vries) · Vegeu més fotos d'aquesta obra · Carregueu una nova foto d'aquesta obra                                                                   |
| Montcada Jazz | | Escultor: Rodger Mack, signada en placa 1994, retirada després temporalment i reinstal·lada i cedida 2002 | tubs de coure sobre base de fusta | Placeta Montcada 41° 23′ 04″ N, 2° 10′ 55″ E / 41.38451°N,2.18203°E                                          | 08019/1155-1   | Montcada Jazz (Rodger Mack) · Vegeu més fotos d'aquesta obra · Carregueu una nova foto d'aquesta obra                                                                              |
| El Fossar de les Moreres, Als màrtirs de 1714                                                                                            | Inscripció: AL FOSSAR DE LES MORERES NO S'HI ENTERRA CAP TRAÏDOR. FINS PERDENT NOSTRES BANDERES SERÀ L'URNA DE L'HONOR. ALS MÀRTIRS DE 1714 | Disseny: Carme Fiol 1989 | mur aplacat de granit vermell polit, paviment de totxo manual a sardinell, reixes i embornals de fosa de ferro                                                 | Pl. Fossar de les Moreres 41° 23′ 01″ N, 2° 10′ 57″ E / 41.38373°N,2.18249°E                                 | 08019/1156-1   | El Fossar de les Moreres (Carme Fiol) · Vegeu més fotos d'aquesta obra · Carregueu una nova foto d'aquesta obra                                                                    |
| Als morts en defensa de les llibertats i constitucions de Catalunya en el setge de Barcelona (1713-1714), Peveter                        | Títol inscrit en català, castellà, anglès i francès | Disseny: Albert Viaplana, David Viaplana 2001 | acer pintat i foc | Pl. Fossar de les Moreres 41° 23′ 01″ N, 2° 10′ 57″ E / 41.38374°N,2.18237°E                                 | 08019/1156-2   | Als morts en defensa de les llibertats i constitucions de Catalunya en el setge de Barcelona (1713-1714) · Vegeu més fotos d'aquesta obra · Carregueu una nova foto d'aquesta obra |
| Monòlit commemoratiu de la inauguració del passeig Joan de Borbó Comte de Barcelona                                                      | | Disseny: Olga Tarrasó, Jordi Henrich 1993 | granit | Pg. de Joan de Borbó Comte de Barcelona 41° 22′ 48″ N, 2° 11′ 13″ E / 41.38008°N,2.18694°E                   | 08019/1157-1   | Monòlit commemoratiu de la inauguració del passeig Joan de Borbó Comte de Barcelona · Vegeu més fotos d'aquesta obra · Carregueu una nova foto d'aquesta obra                      |
| Al doctor Jacint Reventós | | Escultor: Manuel Álvarez Placa: Pau Gargallo 1995, en l'actual emplaçament des de 1998 | basalt, acer i ferro forjat | Pl. Jacint Reventós 41° 23′ 01″ N, 2° 10′ 51″ E / 41.38351°N,2.18076°E                                       | 08019/1163-1   | Al doctor Jacint Reventós (Manuel Álvarez) · Vegeu més fotos d'aquesta obra · Carregueu una nova foto d'aquesta obra                                                               |
| A Simón Bolívar | | Escultor: Julio Maragall, signada 1996 | bronze | Parc de la Barceloneta 41° 22′ 53″ N, 2° 11′ 35″ E / 41.38151°N,2.19298°E                                    | 08019/1165-1   | A Simón Bolívar (Julio Maragall) · Vegeu més fotos d'aquesta obra · Carregueu una nova foto d'aquesta obra                                                                         |
| A Francesc Cambó | | Escultor: Víctor Ochoa, signada 1997 | bronze sobre base de granit | Via Laietana cantonada amb c. de Jonqueres 41° 23′ 15″ N, 2° 10′ 27″ E / 41.38758°N,2.17429°E                | 08019/1170-1   | A Francesc Cambó (Víctor Ochoa) · Vegeu més fotos d'aquesta obra · Carregueu una nova foto d'aquesta obra                                                                          |
| Al general Moragues | | Escultor: Francesc Abad sobre un poema de Paul Celan 1999 | sis blocs de marbre blanc de Carrara amb text gravat i pintat, pal de bandera de fusta laminada amb base de bronze, bardissa de llaurer i dos arbres de l'amor | Pl. Pau Vila 41° 22′ 55″ N, 2° 11′ 10″ E / 41.38206°N,2.18599°E                                              | 08019/1171-1   | Al general Moragues (Francesc Abad) · Vegeu més fotos d'aquesta obra · Carregueu una nova foto d'aquesta obra                                                                      |
| Espina del mar | | Escultor: Pete Sans 1992 | fosa d'alumini | Hospital del Mar 41° 23′ 04″ N, 2° 11′ 40″ E / 41.38436°N,2.19452°E                                          | 08019/1174-1   | Espina del mar (Pete Sans) · Carregueu una nova foto d'aquesta obra |
| Sant Joan Baptista, Patró del Gremi d'Assaonadors                                                                                        | | Obra original d'autor desconegut, restauració de Josep Miret obra de 1628, destruïda 1936, reconstrucció 1958 | pedra de Montjuïc | C. Assaonadors, amb Placeta d'en Marcús 41° 23′ 09″ N, 2° 10′ 48″ E / 41.38577°N,2.18008°E                   | 08019/1184-1   | Sant Joan Baptista (anònim) · Carregueu una nova foto d'aquesta obra |
| A Gabriel Roca (desaparegut) | | Autor desconegut 1971 | ferro forjat i pedra | Jardins de Rocamar (Dic de l'Est)                                                                            | 08019/1189-1   | Carregueu una nova foto d'aquesta obra |
| Festa de l'arbre | | Autor desconegut 1899 | pedra | Parc de la Ciutadella 41° 23′ 23″ N, 2° 11′ 10″ E / 41.38969°N,2.1861°E                                      | 08019/1190-1   | Festa de l'arbre (anònim) · Carregueu una nova foto d'aquesta obra |
| A Lluís Millet | | Escultor: Josep Salvadó Jassans, signada 1991, temporalment oculta per les obres d'ampliació del Palau de la Música Catalana | bronze | Pl. Lluís Millet (Palau de la Música Catalana) 41° 23′ 16″ N, 2° 10′ 30″ E / 41.38766°N,2.175°E              | 08019/1192-1   | A Lluís Millet (Josep Salvadó Jassans) · Vegeu més fotos d'aquesta obra · Carregueu una nova foto d'aquesta obra                                                                   |
| Pescador | | Escultor: Francisco Martín Felices 1972 | ferro forjat sobre pedestal de pedra | C. Escar, 1 41° 22′ 32″ N, 2° 11′ 15″ E / 41.3756°N,2.18737°E                                                | 08019/1196-1   | Pescador (Francisco Martín Felices) · Vegeu més fotos d'aquesta obra · Carregueu una nova foto d'aquesta obra                                                                      |
| Mare de Déu dels Àngels, Patrona del Gremi dels Velers, o L'Assumpció                                                                    | | Escultor: Joan Enrich Arquitecte: Joan Garrido 1763 | pedra i element metàl·lic | Via Laietana, 56 41° 23′ 13″ N, 2° 10′ 30″ E / 41.38697°N,2.17503°E                                          | 08019/1198-1   | Mare de Déu dels Àngels (Joan Enrich) · Vegeu més fotos d'aquesta obra · Carregueu una nova foto d'aquesta obra                                                                    |
| Sant Pere | | Escultors: Antoni Mas, Josep Tarrach 1898 | pedra | Pl. Sant Pere 41° 23′ 22″ N, 2° 10′ 45″ E / 41.38935°N,2.17924°E                                             | 08019/1211-1   | Sant Pere (Antoni Mas i Josep Tarrach) · Vegeu més fotos d'aquesta obra · Carregueu una nova foto d'aquesta obra                                                                   |
| Obelisc de la Puríssima Concepció, La Concepció (desaparegut)                                                                            | | Disseny de l'obra original: Conrad Rudolf Escultura: Frederic Marès 1706, canvi de lloc 1716, destruïda 1936, reconstrucció 1939 | pedra | Pg. del Born                                                                                                 | 08019/1311-1   | Carregueu una nova foto d'aquesta obra |
| Ferran VII (desaparegut) | Enderrocat el 1835 per manifestants, l'estàtua es va traslladar a Sevilla i en el seu lloc es va construir la Font del Geni Català | Escultor: Chardigny de Monge 1831, 1835 | bronze i marbre | Pla de Palau                                                                                                 | 08019/1312-1   | Carregueu una nova foto d'aquesta obra |
| Les cinc estàtues desaparegudes | | Escultors: Pere Carbonell, Manuel Fuxà, Josep Llimona, Agapit Vallmitjana i Barbany, Antoni Vilanova Arquitecte: Josep Vilaseca 1888, 1937 | bronze sobre pedestal de pedra de Montjuïc | Pg. Lluís Companys                                                                                           | 08019/1316-0   | Les cinc estàtues desaparegudes · Carregueu una nova foto d'aquesta obra |
| L'edat de pedra (desaparegut) | Sense documentació de quan va ser retirat i quin va ser el seu destí | Escultor: Josep Campeny i Santamaria c 1895, adquirit 1896, 1917 | | Parc de la Ciutadella -Hivernacle-                                                                           | 08019/1317-1   | Carregueu una nova foto d'aquesta obra |
| Ramon Batlle (desaparegut) | Desaparegut poc després de la Guerra Civil | Escultor: Enric Clarasó 1918 | | Parc de la Ciutadella                                                                                        | 08019/1318-1   | Carregueu una nova foto d'aquesta obra |
| Mitgera Pavia | | Disseny: DRAC Direcció tècnica de Miquel Ballester Realització artística: Rafael Cerdan, Andreu Mitjans, amb la col·laboració de Jonathan Cerdan i Montserrat Jornet, signada 2000 | pintura | Av. Francesc Cambó 41° 23′ 12″ N, 2° 10′ 41″ E / 41.38674°N,2.1781°E                                         | 08019/1604-1   | Mitgera Pavia (Rafael Cerdan i Andreu Mitjans) · Vegeu més fotos d'aquesta obra · Carregueu una nova foto d'aquesta obra                                                           |
| Mitgera de la plaça de les Olles | | Disseny: Col·lectiu de dotze artistes 1994 | fibrociment pintat | Pl. de les Olles 41° 23′ 02″ N, 2° 11′ 01″ E / 41.38397°N,2.1835°E                                           | 08019/1606-1   | Mitgera de la plaça de les Olles · Vegeu més fotos d'aquesta obra · Carregueu una nova foto d'aquesta obra                                                                         |
| Mitgera de Sant Pere Més Baix | | Disseny: Andreu Arriola | pintura | C. Sant Pere Més Baix 41° 23′ 11″ N, 2° 10′ 34″ E / 41.3864°N,2.17616°E                                      | 08019/1607-1   | Mitgera de Sant Pere Més Baix · Vegeu més fotos d'aquesta obra · Carregueu una nova foto d'aquesta obra                                                                            |
| Mitgera dels objectes | | Idea: Alumnes de Ciutat Vella sobre el conte "El principi de la saviesa" de Pere Calders 2011 | materials d'aïllament tèrmic i cartró | C. Pescadors, 85 41° 22′ 34″ N, 2° 11′ 24″ E / 41.37616°N,2.19007°E                                          | 08019/1610-1   | Mitgera dels objectes · Vegeu més fotos d'aquesta obra · Carregueu una nova foto d'aquesta obra                                                                                    |
| Mural Barceloneta | | Disseny: Josep Guinovart Arquitecte: José Antonio Coderch de Sentmenat 1954-55 | pintura | Pg. Joan de Borbó, 42-43 41° 22′ 41″ N, 2° 11′ 18″ E / 41.377969°N,2.188385°E                                | 08019/1650-1   | Mural Barceloneta (Josep Guinovart) · Carregueu una nova foto d'aquesta obra |
| Paviment del peix | | Disseny: Josep Miàs, arquitecte 2009 | aglomerat i formigó | Pl. del Poeta Boscà 41° 22′ 48″ N, 2° 11′ 21″ E / 41.38004°N,2.18913°E                                       | 08019/1651-1   | Paviment del peix (Josep Miàs) · Vegeu més fotos d'aquesta obra · Carregueu una nova foto d'aquesta obra                                                                           |
| Sant Vicenç Ferrer | | Ceràmica: J. Puigalí, signada 1941 | ceràmica | C. Arc de Sant Vicenç 41° 23′ 05″ N, 2° 10′ 55″ E / 41.384784°N,2.181891°E                                   | 08019/1794-6   | Sant Vicenç Ferrer (J. Puigalí) · Carregueu una nova foto d'aquesta obra |
| Col·legi Oficial de Pesadors i Medidors públics                                                                                          | | | ceràmica | Pl. Pau Vila 41° 22′ 54″ N, 2° 11′ 04″ E / 41.3818°N,2.18434°E                                               | 08019/1797-1   | Col·legi Oficial de Pesadors i Medidors públics · Vegeu més fotos d'aquesta obra · Carregueu una nova foto d'aquesta obra                                                          |
| Font de Santa Maria, Font dels Senyors                                                                                                   | | Escultor: Arnau Bargués (atrib.) 1403, restaurada 1962 | pedra de Montjuïc | Pl. Santa Maria 41° 23′ 01″ N, 2° 10′ 54″ E / 41.38349°N,2.1816°E                                            | 08019/1809-1   | Font de Santa Maria · Vegeu més fotos d'aquesta obra · Carregueu una nova foto d'aquesta obra                                                                                      |
| Font del Geni Català, Al Marquès de Campo Sagrado                                                                                        | Inscripció dedicada al Marqués de Campo Sagrado, capità general de Catalunya entre 1824-1827, i al·legories de les quatre províncies catalanes i quatre rius.                                                                                      | Escultors: Faust Baratta, Josep Anicet Santigosa, restauració Frederic Marès Arquitecte: Francesc Daniel Molina, signada 1856 (encàrrec 1827) | marbre blanc | Pla de Palau 41° 22′ 58″ N, 2° 11′ 01″ E / 41.38287°N,2.18357°E                                              | 08019/1812-1   | Font del Geni Català · Vegeu més fotos d'aquesta obra · Carregueu una nova foto d'aquesta obra                                                                                     |
| Font de l'Exposició Universal de 1888 (desaparegut)                                                                                      | Desmuntada a la clausura de l'exposició | Projecte: William Bates Construcció: Josep Torres i Argullol 1888 | | Parc de la Ciutadella 41° 23′ 12″ N, 2° 11′ 21″ E / 41.38655°N,2.18916°E                                     | 08019/1812-4   | Carregueu una nova foto d'aquesta obra |
| Font de la Plaça Sant Pere | | Disseny: Pere Falquès 1893-1896. Actualment en fase de restauració | ferro forjat | Pl. Sant Pere 41° 23′ 22″ N, 2° 10′ 44″ E / 41.38954°N,2.179°E                                               | 08019/1814-1   | Font de la Plaça Sant Pere · Vegeu més fotos d'aquesta obra · Carregueu una nova foto d'aquesta obra                                                                               |
| Font del Forat de la vergonya | | 2005 | ferro, formigó, trencadís, vegetació | Jardins Pou de la Figuera 41° 23′ 15″ N, 2° 10′ 46″ E / 41.3874622°N,2.17942893°E                            | 08019/1819-1   | Font del Forat de la vergonya · Vegeu més fotos d'aquesta obra · Carregueu una nova foto d'aquesta obra                                                                            |
| Font Carmen Amaya | | Escultor: Rafael Solanich Arquitecte: Enric Giralt Ortet 1959, actualment protegida per les obres del seu entorn | pedra calcària blanca i gris | Pl. Brugada 41° 22′ 47″ N, 2° 11′ 33″ E / 41.37985°N,2.19237°E                                               | 08019/1820-1   | Font Carmen Amaya (Rafael Solanich) · Vegeu més fotos d'aquesta obra · Carregueu una nova foto d'aquesta obra                                                                      |
| Mural-font del bacallà | | Arquitectes: Enric Miralles i Benedetta Tagliabue 2006 | marbre | C. Freixures, 1 -Mercat de Santa Caterina- 41° 23′ 09″ N, 2° 10′ 42″ E / 41.38596°N,2.17822°E                | 08019/1823-2   | Mural-font del bacallà · Vegeu més fotos d'aquesta obra · Carregueu una nova foto d'aquesta obra                                                                                   |
| Font de la Corporació Metropolitana, Homenatge a Joan Maragall                                                                           | | Escultor: Xavier Corberó, signada 1985, retirada temporalment per obres | bronze | Parc de la Ciutadella -Hivernacle- 41° 23′ 16″ N, 2° 11′ 02″ E / 41.38771°N,2.18391°E                        | 08019/1824-1   | Font de la Corporació Metropolitana (Xavier Corberó) · Carregueu una nova foto d'aquesta obra                                                                                      |
| Font de la Cigonya i de la Guineu | | Escultor: Eduard B. Alentorn, signada 1884 | marbre blanc, obra vista | Parc de la Ciutadella (Jardins de Fontseré) 41° 23′ 11″ N, 2° 11′ 09″ E / 41.38639°N,2.1857°E                | 08019/1826-1   | Font de la Cigonya i de la Guineu · Vegeu més fotos d'aquesta obra · Carregueu una nova foto d'aquesta obra                                                                        |
| Gerro amb nens, Gerro dels infants | | Escultor: Josep Reynés, signada 1893 | marbre blanc | Parc de la Ciutadella 41° 23′ 17″ N, 2° 11′ 02″ E / 41.38815°N,2.18402°E                                     | 08019/1827-1   | Gerro amb nens (Josep Reynés) · Vegeu més fotos d'aquesta obra · Carregueu una nova foto d'aquesta obra                                                                            |
| Font dels quatre nens | | Disseny: Etablissements Metallurgiques Durenne adquirida 1875. En restauració | ferro colat pintat | Pg. Picasso -entrada al Parc de la Ciutadella- 41° 23′ 09″ N, 2° 11′ 09″ E / 41.3859483°N,2.185752242°E      | 08019/1872-1   | Font dels quatre nens · Vegeu més fotos d'aquesta obra · Carregueu una nova foto d'aquesta obra                                                                                    |
| Fanals del passeig de Lluís Companys | | Arquitecte: Pere Falquès 1906, 1909 | ferro forjat | Pg. de Lluís Companys 41° 23′ 28″ N, 2° 10′ 52″ E / 41.391°N,2.18103°E                                       | 08019/1901-0   | Fanals del passeig de Lluís Companys · Vegeu més fotos d'aquesta obra · Carregueu una nova foto d'aquesta obra                                                                     |
| Fanals del Pla de Palau | | Arquitecte: Antoni Gaudí projecte de 1889, execució 1890, restauració 1967 | ferro forjat | Pla de Palau 41° 22′ 59″ N, 2° 11′ 04″ E / 41.38302°N,2.18435°E                                              | 08019/1904-1   | Fanals del Pla de Palau · Vegeu més fotos d'aquesta obra · Carregueu una nova foto d'aquesta obra                                                                                  |
| Màstils de l'Exposició Universal de 1888                                                                                                 | | Arquitecte: Antoni Rovira i Trias 1888 | | Pg. de Lluís Companys 41° 23′ 28″ N, 2° 10′ 49″ E / 41.39116°N,2.18031°E                                     | 08019/1905-0   | Màstils de l'Exposició Universal de 1888 · Vegeu més fotos d'aquesta obra · Carregueu una nova foto d'aquesta obra                                                                 |
| La cançó popular | | Escultor: Miquel Blay, signada Arquitecte: Lluís Domènech i Montaner 1909 | pedra | C. Sant Pere Més Alt, 11 -Palau de la Música Catalana- 41° 23′ 15″ N, 2° 10′ 32″ E / 41.38754°N,2.1756°E     | 08019/1919-1   | La cançó popular (Miquel Blay) · Vegeu més fotos d'aquesta obra · Carregueu una nova foto d'aquesta obra                                                                           |
| Gaudí i la Mediterrània | | autor desconegut 2002 | pedra amb placa de bronze sobre base de formigó | Platja de Sant Sebastià 41° 22′ 28″ N, 2° 11′ 23″ E / 41.37434°N,2.18984°E                                   | 08019/1920-1   | Gaudí i la Mediterrània (anònim) · Carregueu una nova foto d'aquesta obra |
| Jardí del Cambalache | | Escultor: Federico Guzmán 2001 | paisatge | Parc de la Ciutadella 41° 23′ 14″ N, 2° 11′ 04″ E / 41.38736°N,2.18451°E                                     | 08019/1921-1   | Jardí del Cambalache · Vegeu més fotos d'aquesta obra · Carregueu una nova foto d'aquesta obra                                                                                     |
| Creuament | | Escultor: Elisa Arimany 1990 | ferro | Av. Marquès de l'Argentera -Estació de França- 41° 23′ 04″ N, 2° 11′ 09″ E / 41.38456°N,2.18579°E            | 08019/1922-1   | Es creu que no es poden fer fotos lliures d'aquesta obra |
| Sense retorn núm. 2 | | Escultor: Sergi Aguilar 1986 | acer i marbre | Av. del Marquès de l'Argentera -Estació de França- 41° 23′ 03″ N, 2° 11′ 07″ E / 41.38417°N,2.1854°E         | 08019/1922-2   | Sense retorn núm. 2 (Sergi Aguilar) · Es creu que no es poden fer fotos lliures d'aquesta obra                                                                                     |
| Dona asseguda damunt l'Univers | | Escultor: Pep Canyelles 1990 | ferro | Av. del Marquès de l'Argentera -Estació de França- 41° 23′ 01″ N, 2° 11′ 12″ E / 41.38362°N,2.18674°E        | 08019/1922-3   | Es creu que no es poden fer fotos lliures d'aquesta obra |
| Estructura del Gasòmetre | | Disseny: Claudi Gil c. 1868 | acer laminat pintat | Parc de la Barceloneta 41° 22′ 59″ N, 2° 11′ 35″ E / 41.38312°N,2.19304°E                                    | 08019/1969-1   | Estructura del Gasòmetre · Vegeu més fotos d'aquesta obra · Carregueu una nova foto d'aquesta obra                                                                                 |
| Record del XXVII Congrés Directiu de l'Associació Iberoamericana de Cambres de Comerç                                                    | | Disseny: Enric Pericas 1998. Edifici en curs de restauració | bronze | Pl. Idrissa Diallo 41° 22′ 55″ N, 2° 10′ 56″ E / 41.38206°N,2.18231°E                                        | 08019/1970-1   | Record del XXVII Congrés Directiu de l'Associació Iberoamericana de Cambres de Comerç · Vegeu més fotos d'aquesta obra · Carregueu una nova foto d'aquesta obra                    |
| Espai Escènic Joan Brossa | Inscripció: B / ESPAI ESCÈNIC / JOAN BROSSA / Quan un país no va a l'hora, el primer que se'n ressent és el teatre / Joan Brossa | Disseny: Joan Brossa, signada 1998 | tècnica mixta | C. Allada - c. Vermell 41° 23′ 14″ N, 2° 10′ 52″ E / 41.38711°N,2.18101°E                                    | 08019/1972-1   | Espai Escènic Joan Brossa · Vegeu més fotos d'aquesta obra · Carregueu una nova foto d'aquesta obra                                                                                |
| Nereida | | Escultor: Alfredo Lanz 2003 | acer i pintura | Pg. Joan de Borbó Comte de Barcelona 41° 22′ 51″ N, 2° 11′ 13″ E / 41.38074°N,2.18705°E                      | 08019/1976-1   | Nereida (Alfredo Lanz) · Carregueu una nova foto d'aquesta obra |
| Homenatge a la natació | | Escultor: Alfredo Lanz 2004 | acer corten | Pl. del Mar 41° 22′ 26″ N, 2° 11′ 22″ E / 41.37382°N,2.18932°E                                               | 08019/1977-1   | Homenatge a la natació (Alfredo Lanz) · Vegeu més fotos d'aquesta obra · Carregueu una nova foto d'aquesta obra                                                                    |
| Peix blau | | Escultor: Joan Gardy Artigas 1997 | | Pg. Marítim de la Barceloneta 41° 23′ 08″ N, 2° 11′ 49″ E / 41.38556°N,2.19703°E                             | 08019/1981-1   | Peix blau (Joan Gardy Artigas) · Carregueu una nova foto d'aquesta obra |
| Bestial | | Escultor: Frederic Amat 2002 | vidre, acer | Pg. Marítim de la Barceloneta 41° 23′ 07″ N, 2° 11′ 48″ E / 41.38535°N,2.19677°E                             | 08019/1982-1   | Bestial (Frederic Amat) · Vegeu més fotos d'aquesta obra · Carregueu una nova foto d'aquesta obra                                                                                  |
| Vies de telecomunicació, 125 anys del telèfon                                                                                            | | Escultor: Pablo Martínez 2003 | ferro i acer | Pg. de Circumval·lació, 8 -Universitat Pompeu Fabra- 41° 23′ 04″ N, 2° 11′ 15″ E / 41.38447°N,2.18746°E      | 08019/1983-1   | Es creu que no es poden fer fotos lliures d'aquesta obra |
| Arbre | | Escultor: Ignasi Farreras Arquitectes: Oscar Tusquets, Carlos Díaz 2004 | ceràmica | C. Sant Pere Més Alt amb c. Sant Francesc de Paula 41° 23′ 14″ N, 2° 10′ 31″ E / 41.3873°N,2.17526°E         | 08019/1984-1   | Arbre (Ignasi Farreras) · Vegeu més fotos d'aquesta obra · Carregueu una nova foto d'aquesta obra                                                                                  |
| Les formigues | | Realització: José Manuel Pinillo, sobre un cal·ligrama de Joan Salvat-Papasseit 2004 | mural pintat | Pg. del Born amb c. Rec 41° 23′ 06″ N, 2° 10′ 58″ E / 41.38509°N,2.18289°E                                   | 08019/1985-1   | Les formigues (José Manuel Pinillo) · Vegeu més fotos d'aquesta obra · Carregueu una nova foto d'aquesta obra                                                                      |
| Les quatre barres de la senyera catalana                                                                                                 | | Disseny: Ricard Bofill 2009 | marbre i acer | Pl. Rosa dels Vents, 1 -Hotel W o Hotel Vela- 41° 22′ 03″ N, 2° 11′ 24″ E / 41.367566°N,2.190014°E           | 08019/1988-1   | Les quatre barres de la senyera catalana (Ricard Bofill) · Vegeu més fotos d'aquesta obra · Carregueu una nova foto d'aquesta obra                                                 |
| A Santiago Rusiñol | | Escultor: Enric Clarasó, signada Instal·lació: de l'obra inicial Salvador Alarma, de l'actual María Luisa Aguado 1935, retirada el 1986, instal·lada en l'actual emplaçament 2001 | marbre blanc en arquitectura | Pl. de La Puntual 41° 23′ 11″ N, 2° 10′ 54″ E / 41.3863°N,2.18154°E                                          | 08019/3002-1   | A Santiago Rusiñol (Enric Clarasó) · Vegeu més fotos d'aquesta obra · Carregueu una nova foto d'aquesta obra                                                                       |
| Banyistes, Marina | | Escultor: Joan Rebull Arquitecte: Antoni Puig Gairalt 1923, 1927 | pedra | Via Laietana, 4-6 41° 22′ 56″ N, 2° 10′ 52″ E / 41.38234°N,2.18119°E                                         | 08019/111001-1 | Banyistes (Joan Rebull) · Vegeu més fotos d'aquesta obra · Carregueu una nova foto d'aquesta obra                                                                                  |
| Escuts del Castell dels Tres Dragons | | Dibuixos: Alexandre de Riquer i Joan Llimona (1888), Pius Font i Quer i Joan Baptista Aguilar-Amat (1927) Escultor: Antoni Vilanova Execució: Alfons Juyol i Bach (1888), González Hermanos (1927) Arquitecte: Lluís Domènech i Montaner 1888, 1927 | ceràmica | Pg. de Picasso, 5 -Parc de la Ciutadella- 41° 23′ 17″ N, 2° 11′ 01″ E / 41.38817°N,2.18362°E                 | 08019/111017-1 | Escuts del Castell dels Tres Dragons · Vegeu més fotos d'aquesta obra · Carregueu una nova foto d'aquesta obra                                                                     |
| Palau de Justícia | | Escultors: Eduard B. Alentorn, Rafael Atché, Miquel Blay, Josep Campeny i Santamaria, Pere Carbonell, Manuel Fuxà, Josep Llimona, Josep Montserrat, Francesc Pagès, Torquat Tasso, Agapit Vallmitjana i Abarca, Agapit Vallmitjana i Barbany, Venanci Vallmitjana i Barbany, Anselm Nogués, Josep Soler Forcada, Josep Pagès Horta, i Josep Rius Arquitectes: Josep Domènech i Estapà i Enric Sagnier i Villavecchia 1887, inaugurat 1908, acabat 1915 | pedra de Montjuïc | Pg. de Lluís Companys, 12-18 41° 23′ 26″ N, 2° 10′ 57″ E / 41.39056°N,2.18237°E                              | 08019/111020-0 | Palau de Justícia · Vegeu més fotos d'aquesta obra · Carregueu una nova foto d'aquesta obra                                                                                        |
| Escultura-banc "Per sempre i un dia", | Escultura-banc Encàrrec de la Fundació ArtAids Inscripcions:"Per sempre i un dia" i "Posat al mateix lloc tal com és" (en català, castellà i anglès)                                                                                               | Lawrence Weiner 2013, previst traslladar el 2014 a Vigo i Oviedo | plàstics reciclables procedents de recollida selectiva | Pl. Joan Capri -davant Mercat de Santa Caterina- 41° 23′ 10″ N, 2° 10′ 44″ E / 41.38603°N,2.17875°E          | 08019/0-1      | Per sempre i un dia (Lawrence Weiner) · Vegeu més fotos d'aquesta obra · Carregueu una nova foto d'aquesta obra                                                                    |